# Rodriquez Cantieri Navali
La Rodriquez Cantieri Navali è stata una società per azioni che produceva aliscafi, traghetti, imbarcazioni per la difesa, yacht e barche da diporto, che il 31 dicembre 2012 è stata fusa per incorporazione nella società Intermarine S.p.A., controllata dalla famiglia Colaninno attraverso la IMMSI.

## Storia

### I primi 117 anni
La Rodriquez Cantieri Navali  era stata fondata nel 1887 per opera di Leopoldo Rodriquez, che attrezzò un piccolo cantiere navale nella città di Messina. L'attività riuscì a superare eventi come il terremoto del 1908, che distrusse la città uccidendo metà della popolazione, e lo scoppio della prima guerra mondiale. L'inizio della seconda guerra mondiale vide l'espansione dell'attività con la divisione ferroviaria per la riparazione di materiali rotabili delle Ferrovie dello Stato.
Nel corso della seconda guerra mondiale Carlo Rodriquez, che aveva ereditato l'attività dal padre Leopoldo, venuto a conoscenza di studi tedeschi sull'aliscafo, si interessò al progetto. Conclusa la guerra, assunse l'architetto navale tedesco Friedrich Löbau, uno dei collaboratori del progetto aliscafo, per svilupparne gli studi a scopi commerciali. Gli studi portarono alla realizzazione dell'aliscafo Freccia del Sole che, varato nel 1956, fu il primo esemplare di aliscafo commerciale ad essere costruito.
Questa rivoluzionaria imbarcazione fu rapidamente seguita dalle classi di aliscafi PT20 e PT50, mentre sulla scia del successo della "Freccia del Sole" fu costituita nel 1958 ad opera di Carlo Rodriquez la società di navigazione SNAV, per i collegamenti marittimi mediante aliscafi; questi, inizialmente adibiti a rotte tra la Sicilia e l'Italia continentale, furono presto impiegati anche su altre rotte. Inoltre gli aliscafi PT20 negli anni cinquanta vennero costruiti anche sui laghi Garda, Como e Maggiore.
Con gli anni settanta si produssero aliscafi completamente stabilizzati e di miglior comfort a bordo, come il modello RHS 150 che utilizzava un sistema di controllo elettronico dell'assetto e che vennero prodotti anche sul lago di Garda, Como e Maggiore.

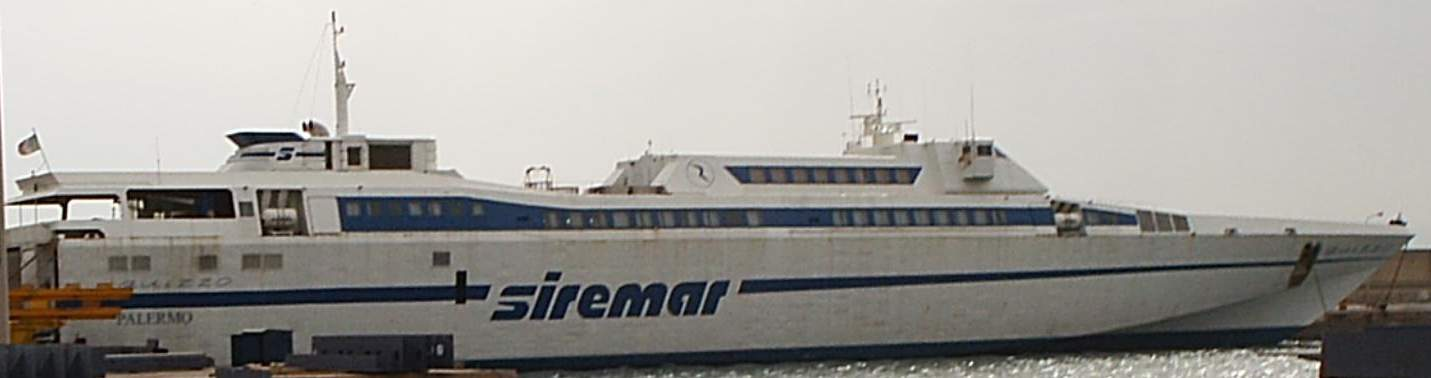
Il traghetto veloce Guizzo

Negli anni novanta i Cantieri svilupparono traghetti veloci e catamarani e nel 1993 ottengono il primato per la creazione del traghetto più veloce per il trasporto sia di passeggeri che di veicoli, con velocità pari a 47 nodi. Si tratta dei traghetti veloci tipo Aquastrada TMV 101, Guizzo e Scatto, costruiti nel 1993, imbarcazioni monocarena con propulsione a idrogetti in grado di raggiungere la velocità di oltre 40 nodi, con punte di 47 nodi e di trasportare 450 persone e 126 autovetture. Questi traghetti, dopo essere stati in servizio fino al 1998 con la Tirrenia, sono passati alla Siremar; il primo svolgeva i collegamenti estivi tra la Sicilia e Pantelleria, mentre il secondo è stato oggetto di continui guasti tecnici, che ne hanno anticipato il pensionamento e dal 2002 è in disarmo nel porto di Castellammare di Stabia.
Nel 1997 entra nel capitale Ustica Lines, che cede la sua quota del 33% nel 2001.
I primi anni del XXI secolo i Cantieri Rodriquez hanno ricevuto commesse come la costruzione di due traghetti per la compagnia spagnola di navigazione Baleària, il primo dei quali realizzato in 16 mesi e consegnato nel luglio 2001, cui ha fatto seguito un altro ordine per il secondo traghetto, consegnato nel maggio 2002. All'ordine della compagnia spagnola è seguito quello della compagnia di navigazione giordana Arab Bridge Maritme, con la consegna nel luglio 2003 del primo traghetto veloce ad operare nel golfo di Aqaba.
Nel 2002 rileva la Conam di Pozzuoli e la Intermarine specializzate rispettivamente nella progettazione e costruzione degli yacht di lusso e di navi cacciamine e pattugliatori militari.

### Dopo il 2004
Nel 2004 viene acquisita dal gruppo IMMSI di Roberto Colaninno.
Nuovi progetti riguardano la seconda generazione di aliscafo ad ali immerse e il trimarano Aliswath.
Le riduzioni di commesse comportano uno stato di crisi e nel 2009 la società chiude il bilancio con una perdita di 7,3 milioni di euro. Al 31 dicembre 2010 il gruppo Rodriquez ha registrato ricavi netti per circa 113 milioni di euro, di cui però l'allora divisione Intermarine rappresentava circa il 90%.
Nel 2010 incorpora per fusione le controllate Conam S.p.A. e Rodriquez Marine System S.r.l., fondate rispettivamente nel 1980 e nel 1997.

## Clientela
Oltre che per la propria marina nazionale, tra i clienti principali figurano, in Europa, la marina finlandese con le classi Lerici e Katanpää e la marina romena con la classe Bigliani.
Fuori Europa, in tempi moderni, ci sono la marina nigeriana con le classi 200/S, Lerici, Mahamiru e Ohuè, la marina australiana con le classi Lerici, Gaeta e Huon, quella thailandese con le classi Lerici, Gaeta e Lat Ya, quella statunitense con le classi Lerici e Osprey, quella malese con le classi Lerici e Mahamiru, quella algerina con la classe Lerici, quella panamese con la classe 200/S e quella libica con la classe Bigliani.
Invece, alla marina greca, egiziana, turca, lituana e taiwanese sono state vendute alcune unità usate della classe Lerici/Osprey da parte degli Stati Uniti.

## Realizzazioni (selezione)
| Foto | Nome originario         | Tipo                                       | Varato | Cantiere      | Operatore originario                          |
| ---- | ----------------------- | ------------------------------------------ | ------ | ------------- | --------------------------------------------- |
|      | Freccia del Sole        | Aliscafo PT20                              | 1956   | Messina       | SNAV                                          |
|      | Albatros                | Aliscafo PT20                              | 1964   | Messina       | C.G. de Navigation                            |
|      | Saint Eloi              | Ro-Pax                                     | 1972   | Pietra Ligure | Angleterre Lorraine Alsace S.A. de Navigation |
|      | Bastia                  | Ro-Pax                                     | 1974   | Pietra Ligure | Nav.Ar.Ma.                                    |
|      | Giraglia                | Ro-Pax                                     | 1981   | Pietra Ligure | Nav.Ar.Ma.                                    |
|      | Super Jumbo             | Aliscafo RHS 200                           | 1981   | Pietra Ligure | SNAV                                          |
|      | Alnilam                 | Aliscafo RHS 160/F                         | 1986   | Messina       | Caremar                                       |
|      | Monte Gargano           | Aliscafo RHS 160/F                         | 1989   | Messina       | Caremar                                       |
|      | Voloire                 | Aliscafo RHS 150/FL                        | 1989   | Messina       | Ministero dei trasporti                       |
|      | Pacinotti               | Traghetto veloce Classe Aquastrada TMV 47  | 1992   | Messina       | Adriatica di Navigazione                      |
|      | Marconi                 | Traghetto veloce Classe Aquastrada TMV 47  | 1992   | Messina       | Adriatica di Navigazione                      |
|      | Isola di San Pietro     | Traghetto veloce Classe Aquastrada TMV 47  | 1993   | Messina       | Caremar                                       |
|      | Princess of Dubrovnik   | Traghetto veloce Classe Aquastrada TMV 47  | 1993   | Messina       | TarNav                                        |
|      | Achernar                | Catamarano                                 | 1993   | Messina       | Caremar                                       |
|      | Sardinia Express        | Traghetto veloce Classe Aquastrada TMV 103 | 1996   | Pietra Ligure | Corsica Ferries - Sardinia Ferries            |
|      | Corsica Express Seconda | Traghetto veloce Classe Aquastrada TMV 103 | 1996   | Pietra Ligure | Corsica Ferries - Sardinia Ferries            |
|      | Corsica Express Three   | Traghetto veloce Classe Aquastrada TMV 103 | 1996   | Pietra Ligure | Corsica Ferries - Sardinia Ferries            |
|      | Isola di Capri          | Traghetto veloce Classe Aquastrada TMV 70  | 1998   | Pietra Ligure | Caremar                                       |
|      | Isola di Capraia        | Traghetto veloce Classe Aquastrada TMV 70  | 1999   | Pietra Ligure | Toremar                                       |
|      | Isola di Procida        | Traghetto veloce Classe Aquastrada TMV 70  | 1999   | Pietra Ligure | Caremar                                       |
|      | Isola di Vulcano        | Traghetto veloce Classe Aquastrada TMV 70  | 1999   | Pietra Ligure | Siremar                                       |
|      | Tindari Jet             | Aquastrada                                 | 1999   | Messina       | Ferrovie dello Stato                          |
|      | Selinunte Jet           | Aquastrada                                 | 1999   | Messina       | Ferrovie dello Stato                          |
|      | Segesta Jet             | Aquastrada                                 | 1999   | Messina       | Ferrovie dello Stato                          |
|      | Vesuvio Jet             | Aquastrada                                 | 2003   | Messina       | Navigazione Libera del Golfo                  |
|      | Lora d'Abundo           |                                            | 2004   | Messina       | Medmar                                        |
|      | Antioco                 | Aliscafo                                   | 2005   | Messina       | Siremar                                       |
|      | Mirella Morace          | Aliscafo                                   | 2006   | Messina       | Ustica Lines                                  |
|      | Agostino Lauro Jet      | Aquastrada                                 | 2007   | Messina       | Alilauro                                      |
|      | Sawqrah                 | Catamarano Ro-Pax                          | 2009   | Messina       |                                               |
|      | SNAV Sirius             | Monocarena                                 | 2024   | Messina       | SNAV                                          |

## Gli ex cantieri
La Rodriquez Cantieri Navali, fino alla fusione del 2012 con l'Intermarine, aveva cinque cantieri navali, di cui quattro in Italia, a Messina, Napoli, Sarzana e Pietra Ligure, uno in Brasile, aperto nel 2001 a Rio de Janeiro.